# Uwe Bloch
Uwe Bloch (* 2. September 1956 in Rostock) war Fußballspieler in der DDR-Oberliga. Er spielte dort für den F.C. Hansa Rostock.

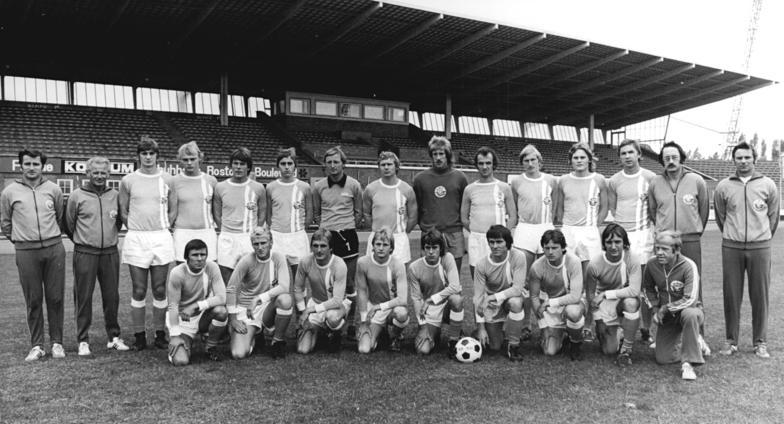
Uwe Bloch (hintere Reihe, vierter von rechts) mit F.C. Hansa Rostock im Jahr 1978

## Sportlicher Werdegang
Bloch begann als Neunjähriger in der Kindermannschaft des Rostocker Klubs. Als Juniorenspieler bestritt er zwischen 1974 und 1975 insgesamt 15 Länderspiele mit der DDR-Junioren-Nationalmannschaft. Noch als Schüler, im Alter von 17 Jahren, bestritt er im April 1974 mit der in der zweitklassigen DDR-Liga spielenden 2. Mannschaft des F.C. Hansa seine ersten beiden Spiele im Männerbereich. In der Saison 1975/76 rückte er in die 1. Mannschaft auf, mit der er aufgrund Oberligaabstiegs im Sommer 1975 ebenfalls in der DDR-Liga spielte. Am sofortigen Wiederaufstieg war der 1,81 m große Bloch als linker Außenverteidiger mit 23 Einsätzen und vier Toren beteiligt. Obwohl die meiste Zeit nur Zweitligaspieler, bestritt er zwischen September 1975 und November 1976 sieben Nachwuchsländerspiele.
Nach dem Wiederaufstieg der Hanseaten bestritt Bloch 1976/77 seine erste Oberligasaison. Nach drei Einsätzen in der Nachwuchsoberliga-Mannschaft wurde er am 23. Oktober 1976 in der Begegnung des 8. Spieltages bei Dynamo Dresden (6:2) als Linksverteidiger zum ersten Mal in einem Oberligaspiel aufgeboten. Insgesamt 13 mal kam er in dieser Saison in der Oberliga zum Zuge. Gleichzeitig hatte er eine Ausbildung zum Hafenfacharbeiter abgeschlossen und ein Sportlehrerstudium begonnen. Blochs erste Oberligasaison endete mit einem erneuten Abstieg des FC Hansa. So spielte er auch die Saison 1977/78 in der Zweitklassigkeit und gehörte überdies mit nur zehn Punktspieleinsätzen auch nicht zum Spielerstamm. Rostock schaffte wieder binnen einen Jahres die Rückkehr in die Oberliga, für Bloch blieb aber auch im neuen Oberligajahr nur die Rolle eines Ersatzspielers, er kam in der Saison 1978/79 wieder nur in zehn Punktspielen zum Einsatz. Hansa hatte sich inzwischen zur Fahrstuhlmannschaft entwickelt, dem Aufstieg folgte umgehend wieder der Abstieg. Die Liga-Saison 1979/80 verlief für Bloch mit 14 Punktspielen erfolgreicher, am Saisonende konnte er mit seiner Mannschaft erneut den Aufstieg feiern. Nach der Rückkehr in die Oberliga wurde Bloch jedoch nur zweimal in der Saison 1980/81 in Punktspielen eingesetzt.
1981/82 wurde er zwar wieder für die Oberligamannschaft nominiert, absolvierte aber kein einziges Erstligaspiel und wechselte 25-jährig noch während der Saison zum DDR-Ligisten BSG Schiffahrt/Hafen Rostock. Nachdem Bloch dort bis zum Oktober 1982 regelmäßig als linker Verteidiger gespielt hatte, musste er im November seinen Militärdienst antreten, den er bei den DDR-Ligamannschaften der Armeesportgemeinschaften Vorwärts Neubrandenburg und Vorwärts Stralsund absolvierte. Während er in Neubrandenburg bis Dezember 1983 hauptsächlich als Vorstopper fast alle Punktspiele bestritten hatte, kam er bis April 1984 in Stralsund nur in fünf von neun Punktspielen zum Einsatz. Nach seiner Entlassung aus der Armee schloss sich Bloch im Mai 1984 der ebenfalls in der DDR-Liga spielenden TSG Bau Rostock an. In den beiden Spielzeiten zwischen 1984 und 1986 absolvierte Bloch weiterhin als Abwehrspieler 54 der 68 Ligaspiele. Nach der Saison 1985/86 stieg Bloch mit der TSG in die drittklassige Bezirksliga Rostock ab und kehrte danach nicht wieder in den höherklassigen Fußball zurück.